# Distrikt Cayarani
Der Distrikt Cayarani liegt in der Provinz Condesuyos in der Region Arequipa in Südwest-Peru. Der Distrikt wurde am 2. Januar 1857 gegründet. Er besitzt eine Fläche von 1393 km². Beim Zensus 2017 wurden 3474 Einwohner gezählt. Im Jahr 1993 lag die Einwohnerzahl bei 4692, im Jahr 2007 bei 3689. Die Distriktverwaltung befindet sich in der 3920 m hoch gelegenen Ortschaft Cayarani mit 492 Einwohnern (Stand 2017). Cayarani liegt 146 km nordnordöstlich der Provinzhauptstadt Chuquibamba.

## Geographische Lage
Der Distrikt Cayarani liegt im äußersten Norden der Provinz Cayarani. Die Cordillera Huanzo mit der kontinentalen Wasserscheide verläuft in Ost-West-Richtung durch den Distrikt. Der Süden wird über den Río Chachas entwässert, der Norden über den Río Velille.
Der Distrikt Cayarani grenzt im Südwesten an den Distrikt Salamanca, im Westen an den Distrikt Puyca (Provinz La Unión), im Norden an den Distrikt Santo Tomás (Provinz Chumbivilcas), im äußersten Nordosten an den Distrikt Caylloma (Provinz Caylloma), im Osten an die Distrikte Chachas und Orcopampa (beide in der Provinz Castilla) sowie im äußersten Süden an den Distrikt Andagua (ebenfalls in der Provinz Castilla).